# Formica aquilonia
Formica aquilonia — вид мурашок підродини Formicinae. Звичайний у Європі вид, який трапляється також і в Україні.

## Поширення
Вид поширений в Європі від Скандинавії на південь до Італії та Болгарії, і від Шотландії на схід через Сибір до Охотського моря. Живе, в основному, у хвойних лісах, але трапляється і в деяких листяних лісах.

## Опис
Черевце і верх голови чорні. Щоки і головний щиток, а також ноги чорно-коричневі, тоді як інша частина тіла переважно червоного кольору. Потилиця має помітне волосся по кутах, а нижня частина голови вкрита окремими волосками, які стирчать. На переважно лисій мезосомі видно щонайбільше кілька волосків. Дві чорні плями на переднеспинці та мезонотумі здаються чіткими, різного розміру та нечітко визначеними. Робочі особини мають довжину від 4 до 8,5 міліметрів. Стеблова кінцівка (петіоль) вкрита коротшими волосками, ніж у густощетинистих Formica lugubris або Formica paralugubris, з якими цей вид дуже легко сплутати.

## Спосіб життя
Цей вид мурашок утворює дуже багатоплідні колонії, які часто містять багато гнізд. Мурашники значно менші, ніж у Formica polyctena. Найбільші відомі гнізда у Фінляндії мають висоту 210 сантиметрів і ширину 280 сантиметрів. Проявляє низьку агресивність до представників того ж виду з інших колоній. Статеві особини злітаються в період з кінця травня до кінця липня. Парування відбувається в гнізді або на ньому, а також до зовнішніх місць спаровування.